# Johan Picardt

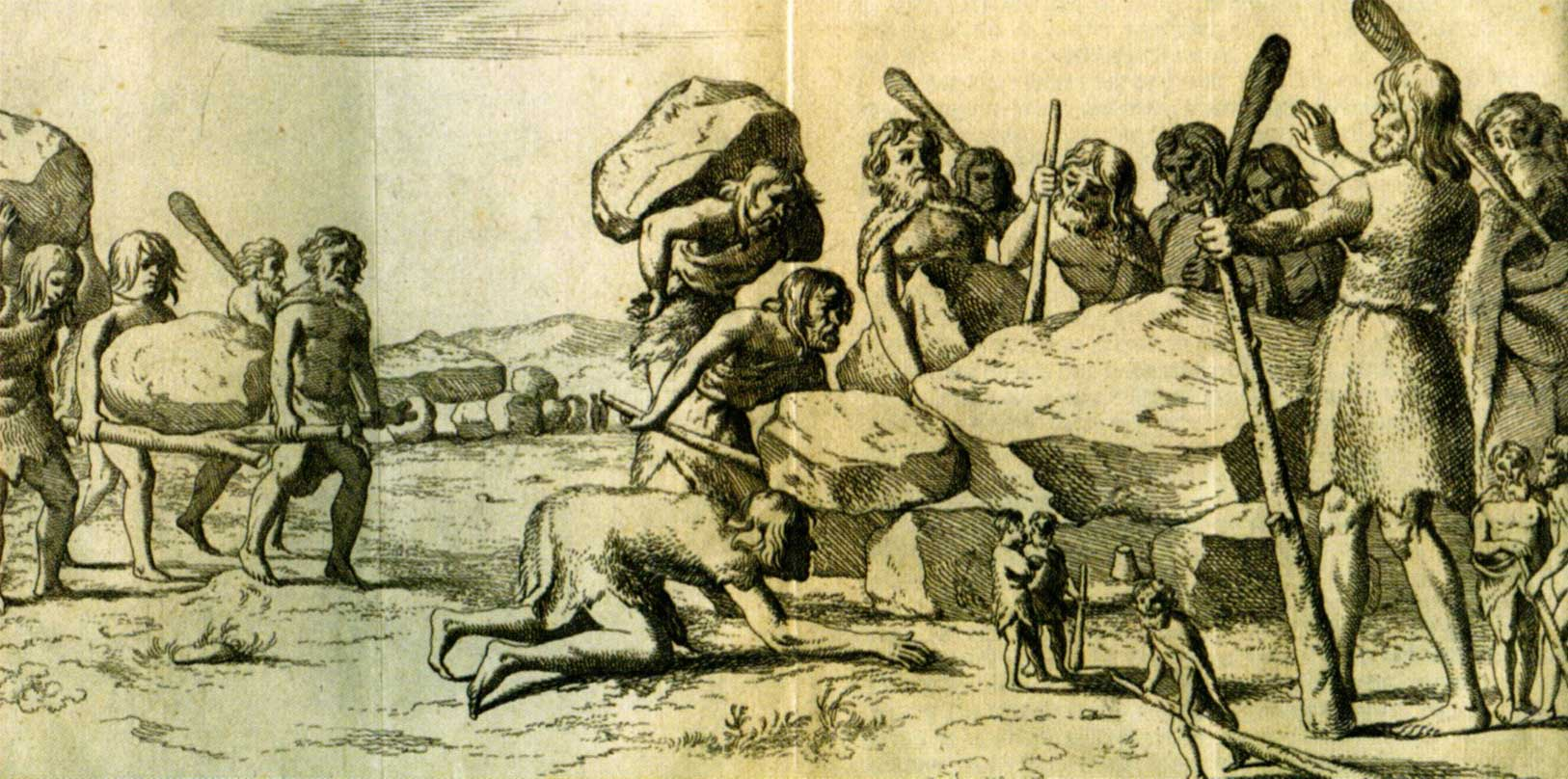
Ets van reusachtige hunebedbouwers

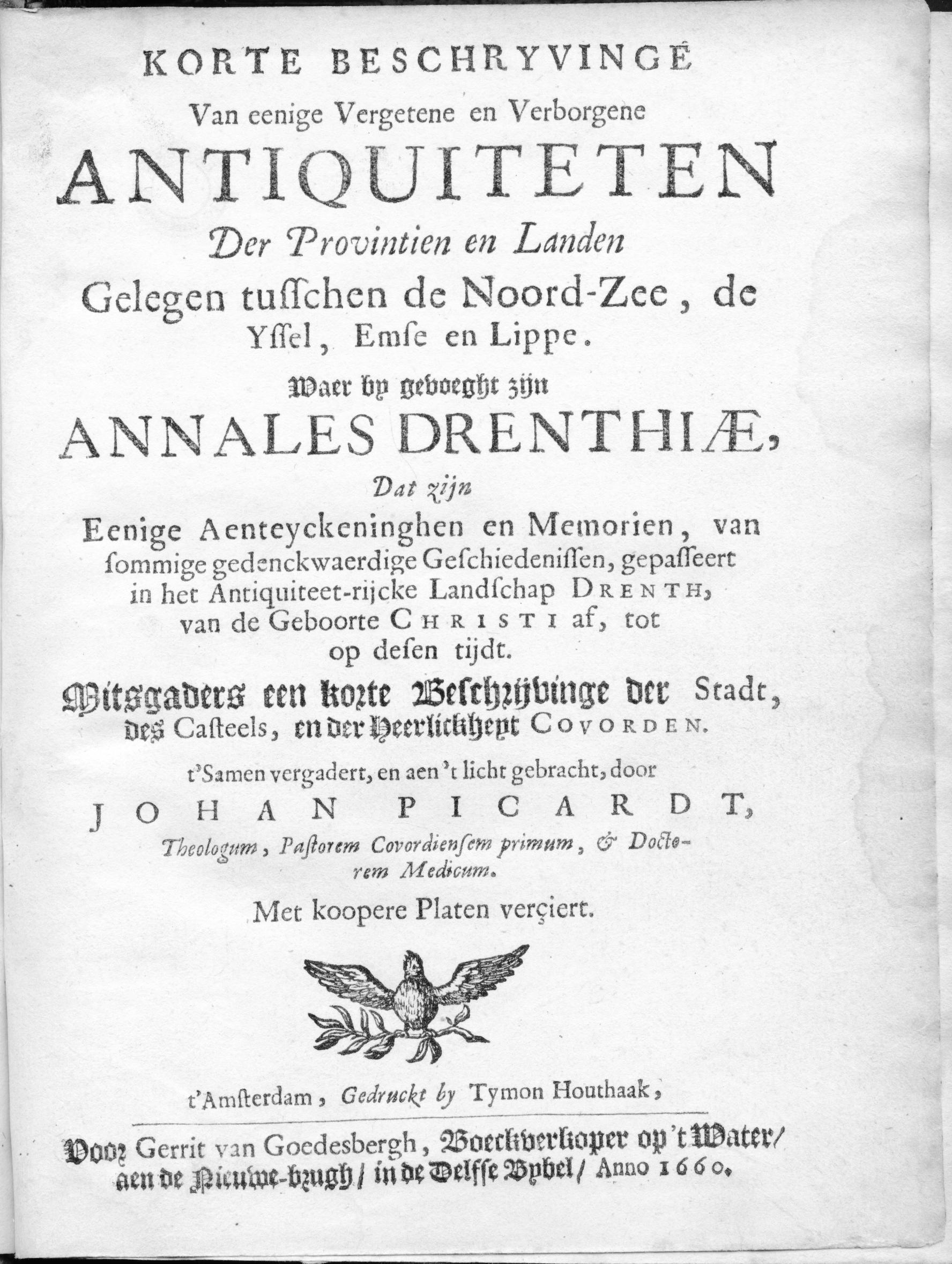
Titelpagina Antiquiteten uit 1660

Johan Picardt (ook wel Piccardt) (Bad Bentheim, 5 februari 1600 - Coevorden, 21 mei 1670) was een Duits-Nederlands predikant, medicus, veenontginner en historicus. Hij geldt als een van de grondleggers
van de archeologie in Nederland. Op theologisch gebied kan hij gerekend worden tot de orthodoxe (conservatieve) stroming binnen de Nederduitse Gereformeerde Kerk, die het bijgeloof van de plattelandsbevolking als het werk van de duivel kenschetste. Zijn vader Johan Picardt sr. was als predikant in dienst van de graaf van Bentheim. Deze streek had nauwe banden met de Republiek; het calvinisme vormde er sinds 1597 de officiële godsdienst.

## Eerste Drentse geschiedschrijver
Daar Picardt het laatste grote deel van zijn leven in Drenthe heeft gewoond en ook de eerste was die een geschiedenisboek over deze regio heeft geschreven (de Antiquiteten of de Annales Drenthiae) wordt hij wel beschouwd als de vader van de Drentse geschiedschrijving. Veel van de inhoud ervan is later onjuist gebleken.
Hij verdedigt het bestaan van spoken, heksen en de duivel. Megalithische steenhopen brengt hij in verband met huynen oftewel reuzen. Hiervan is de huidige benaming hunebed afgeleid. Witte wieven wordt ook wel vertaald als wijze vrouwen, ze worden ook in verband gebracht met de Völva.

## Biografie
Picardt begon na zijn theologiestudie in 1623 als predikant te Egmond aan Zee. Hier was hij, vanwege zijn eerdere promotie in de geneeskunde, tevens als arts werkzaam. Zijn medische praktijk zorgde echter voor ophef, want van de provinciale synode mocht een dominee niet tegelijk arts zijn. In 1644 werd hij predikant in Rolde, alwaar hij in conflict kwam met zijn kerkgangers omdat hij de gewoonte had over ongebruikelijke Bijbelteksten te prediken (vanwege zijn interesse in de apocriefe Bijbelboeken). Vanaf 1648 bekleedde hij het predikantschap te Coevorden. Picardt heeft ook nog in Rhee gewoond.
Picardt stond positief tegenover de slavernij van zwarte Afrikanen omdat hij de opvatting was toegedaan dat zij Bijbels gezien van Cham zouden afstammen en Chams nakomelingen vervloekt zouden zijn.

## Publicatie
- Korte Beschryvinge van eenige Vergetene en Verborgene Antiquiteten Der Provintien en Landen gelegen tusschen de Noord-Zee, de Yssel, Emse en Lippe. Amsterdam 1660[5], heruitgaven in 1731 (zonder de etsen) en in 1971 (als relatiegeschenk). In 2008 verscheen het boek opnieuw, ditmaal met een inleiding door de archeoloog Wijnand van der Sanden.

## Bourtanger Moor
Picardt meende dat het grootste aaneengesloten moeras van Europa, het Bourtanger Moor met zijn verraderlijk hoogveen, was ontstaan door een soort van oerknal. Dit zou een straf van God zijn geweest voor de bewoners die er gewoond hebben. Hij vergeleek het gebeuren met de "Sontvloet uit Noachs dagen". Later bleek dat het grote Bourtanger moeras was ontstaan door veenvorming als gevolg van stijgend oppervlaktewater, een proces van eeuwen.

## Passage
Een passage uit de Annales Drenthiae uit 1660:

Voorst zijn in deze landen geëerd Lahra, Welda (. . .) Freja, Wodan: een schoon gezelschap. Hoe moet satan in zijn vuist gelachen hebben, als hij dit vuile, snode gespuis hier en in de omliggende landen heeft ingedrongen om als hemelse goden en godinnen met aanbiddinge, offeranden en eerbiedigheid geëerd te worden. Velda is geweest die vermaarde kol, die zich met wichelarij, waarzeggen en duivelsbezweren en andere zwarte kunsten een grote naam gemaakt heeft.
- Biografisch Portaal: 01249774
- Digitale Bibliotheek voor de Nederlandse Letteren: pica003
- Gemeinsame Normdatei: 120478455
- International Standard Name Identifier: 0000 0000 3881 3657
- Library of Congress Control Number: n98028889
- Nederlandse Thesaurus van Auteursnamen: 070110336
- RKD-Nederlands Instituut voor Kunstgeschiedenis: 354790
- Système universitaire de documentation: 16540549X
- Virtual International Authority File: 54979830
- WorldCat: E39PBJvCRTFgdfWdRghCyYqG73